# Achuguayo
Achuguayo era el nombre que daban los guanches, primeros pobladores de la isla de Tenerife −Canarias, a una de sus deidades.
El nombre aparece por primera vez en la obra Historia del Pueblo Guanche del médico e historiador Juan Bethencourt Alfonso, quien se basó en fuentes orales para la redacción de gran parte de su trabajo.
Para este autor, Achuguayo «es la voz conservada entre el vulgo» para referirse al Ser Supremo −Achamán− de la religión guanche, siendo para él la personificación del Bien en eterno conflicto con Guayota, representante del Mal.
Algunos lingüistas han traducido el término como 'he aquí el que es espíritu, causa, origen o guarda'.